# Mistrzostwa Świata w Piłce Nożnej Kobiet 2015 (eliminacje strefy UEFA)
Eliminacje strefy UEFA do Mistrzostw Świata w piłce nożnej kobiet 2015 odbędą się w dniach od 4 kwietnia 2013 do 27 listopada 2014 i wzięło w nich udział 46 europejskich, żeńskich reprezentacji piłkarskich. Eliminacje te wyłonią finalistów strefy UEFA ww. mistrzostw. Po raz pierwszy w kwalifikacjach udział wzięły reprezentacje Albanii oraz Czarnogóry.
46 reprezentacji wzięło udział w dwurundowych kwalifikacjach. W pierwszej rundzie wzięło udział 8 zespołów najsłabszych, które zostały podzielone na dwie grupy po 4 zespoły. Dwie najlepsze drużyny z grup awansowały do drugiej rundy. W drugiej rundzie udział wzięło 42 drużyn, które zostały podzielone w siedmiu grupach po sześć drużyn. Wszystkie drużyny w danej grupie rozegrały mecz oraz rewanż z każdym przeciwnikiem w grupie. Zwycięzcy grup uzyskają bezpośredni awans do turnieju finałowego, zaś cztery najlepsze drużyny z drugich miejsc zagrają w dwurundowych barażach. Zwycięzca baraży również awansuje do turnieju finałowego.

## Runda kwalifikacyjna

### Grupa 1
| Zespół     | Pkt | M | W | R | P | Br+ | Br- | +/- |
| ---------- | --- | - | - | - | - | --- | --- | --- |
| Malta      | 7   | 3 | 2 | 1 | 0 | 9   | 1   | +8  |
| Albania    | 7   | 3 | 2 | 1 | 0 | 5   | 2   | +3  |
| Łotwa      | 1   | 3 | 0 | 1 | 2 | 0   | 4   | -4  |
| Luksemburg | 1   | 3 | 0 | 1 | 2 | 1   | 8   | -7  |

### Grupa 2
| Zespół      | Pkt | M | W | R | P | Br+ | Br- | +/- |
| ----------- | --- | - | - | - | - | --- | --- | --- |
| Wyspy Owcze | 7   | 3 | 2 | 1 | 0 | 6   | 4   | +2  |
| Czarnogóra  | 5   | 3 | 1 | 2 | 0 | 6   | 4   | +2  |
| Gruzja      | 3   | 3 | 1 | 0 | 2 | 5   | 7   | -2  |
| Luksemburg  | 1   | 3 | 0 | 1 | 2 | 4   | 6   | -2  |

## Faza grupowa
Losowanie fazy grupowej odbyło się 16 kwietnia 2013 roku. Każda z drużyn zagra ze sobą dwa razy, raz w domu i raz na wyjeździe. rozgrywki rozpoczęły się 20 września 2013, zaś zakończą się 17 września 2014.

### Rozstawienie
Rozstawienie drużyn bazowało na rezultatach reprezentacji z ostatnich eliminacji trzech ostatnich turniejów tj. mistrzostw Europy 2009, mistrzostw świata 2011 oraz mistrzostw Europy 2013.
| Koszyk A                                            | Koszyk B                                                    | Koszyk C                                                  | Koszyk D                                                         | Koszyk E                                                            | Koszyk F                                                                     |
| --------------------------------------------------- | ----------------------------------------------------------- | --------------------------------------------------------- | ---------------------------------------------------------------- | ------------------------------------------------------------------- | ---------------------------------------------------------------------------- |
| Niemcy Szwecja Francja Anglia Norwegia Włochy Dania | Islandia Finlandia Rosja Holandia Hiszpania Szkocja Ukraina | Szwajcaria Polska Czechy Austria Belgia Irlandia Białoruś | Węgry Serbia Rumunia Portugalia Walia Słowacja Irlandia Północna | Słowenia Grecja Turcja Bośnia i Hercegowina Bułgaria Izrael Estonia | Kazachstan Chorwacja Macedonia Północna Malta Wyspy Owcze Albania Czarnogóra |

### Grupa 1
|           | M  | Z  | R | P | G+ | G- | +/- | Pkt |
| --------- | -- | -- | - | - | -- | -- | --- | --- |
| Niemcy    | 10 | 10 | 0 | 0 | 62 | 4  | +58 | 30  |
| Rosja     | 10 | 7  | 1 | 2 | 19 | 18 | +1  | 22  |
| Irlandia  | 10 | 5  | 2 | 3 | 13 | 9  | +4  | 17  |
| Chorwacja | 10 | 2  | 2 | 6 | 7  | 20 | -13 | 8   |
| Słowenia  | 10 | 2  | 0 | 8 | 7  | 34 | -27 | 6   |
| Słowacja  | 10 | 1  | 1 | 8 | 6  | 29 | -23 | 4   |

### Grupa 2
|                    | M  | Z | R | P | G+ | G- | +/- | Pkt |
| ------------------ | -- | - | - | - | -- | -- | --- | --- |
| Hiszpania          | 10 | 9 | 1 | 0 | 42 | 2  | +40 | 28  |
| Włochy             | 10 | 8 | 1 | 1 | 48 | 5  | +43 | 25  |
| Rumunia            | 10 | 4 | 2 | 4 | 20 | 8  | +12 | 14  |
| Czechy             | 10 | 4 | 2 | 4 | 21 | 18 | +3  | 14  |
| Estonia            | 10 | 1 | 1 | 8 | 5  | 35 | -30 | 4   |
| Macedonia Północna | 10 | 0 | 1 | 9 | 6  | 74 | -68 | 1   |

### Grupa 3
|            | M  | Z | R | P  | G+ | G- | +/- | Pkt |
| ---------- | -- | - | - | -- | -- | -- | --- | --- |
| Szwajcaria | 10 | 9 | 1 | 0  | 53 | 1  | +52 | 28  |
| Islandia   | 10 | 6 | 1 | 3  | 29 | 9  | +20 | 19  |
| Dania      | 10 | 5 | 3 | 2  | 25 | 6  | +19 | 18  |
| Izrael     | 10 | 4 | 0 | 6  | 9  | 27 | -18 | 12  |
| Serbia     | 10 | 3 | 1 | 6  | 16 | 34 | -18 | 10  |
| Malta      | 10 | 0 | 0 | 10 | 0  | 55 | -55 | 0   |

### Grupa 4
|                      | M  | Z  | R | P | G+ | G- | +/- | Pkt |
| -------------------- | -- | -- | - | - | -- | -- | --- | --- |
| Szwecja              | 10 | 10 | 0 | 0 | 32 | 1  | +31 | 30  |
| Szkocja              | 10 | 8  | 0 | 2 | 37 | 8  | +29 | 24  |
| Polska               | 10 | 5  | 1 | 4 | 20 | 14 | +6  | 16  |
| Bośnia i Hercegowina | 10 | 2  | 3 | 5 | 7  | 19 | -12 | 9   |
| Irlandia Północna    | 10 | 1  | 2 | 7 | 3  | 19 | -16 | 5   |
| Wyspy Owcze          | 10 | 0  | 2 | 8 | 3  | 41 | -38 | 2   |

### Grupa 5
|            | M  | Z | R | P | G+ | G- | +/- | Pkt |
| ---------- | -- | - | - | - | -- | -- | --- | --- |
| Norwegia   | 10 | 9 | 0 | 1 | 41 | 5  | +36 | 27  |
| Holandia   | 10 | 8 | 1 | 1 | 43 | 6  | +37 | 25  |
| Belgia     | 10 | 6 | 1 | 3 | 34 | 11 | +23 | 19  |
| Portugalia | 10 | 4 | 0 | 6 | 19 | 21 | -2  | 12  |
| Grecja     | 10 | 1 | 0 | 9 | 6  | 49 | -43 | 3   |
| Albania    | 10 | 1 | 0 | 9 | 3  | 55 | -51 | 3   |

### Grupa 6
|            | M  | Z  | R | P  | G+ | G- | +/- | Pkt |
| ---------- | -- | -- | - | -- | -- | -- | --- | --- |
| Anglia     | 10 | 10 | 0 | 0  | 52 | 1  | +51 | 30  |
| Ukraina    | 10 | 7  | 1 | 2  | 34 | 9  | +25 | 22  |
| Walia      | 10 | 6  | 1 | 3  | 18 | 9  | +9  | 19  |
| Turcja     | 10 | 4  | 0 | 6  | 12 | 31 | -19 | 12  |
| Białoruś   | 10 | 2  | 0 | 8  | 12 | 31 | -19 | 6   |
| Czarnogóra | 10 | 0  | 0 | 10 | 6  | 53 | -47 | 0   |

### Grupa 7
|            | M  | Z  | R | P | G+ | G- | +/- | Pkt |
| ---------- | -- | -- | - | - | -- | -- | --- | --- |
| Francja    | 10 | 10 | 0 | 0 | 54 | 3  | +51 | 30  |
| Austria    | 10 | 7  | 0 | 3 | 31 | 14 | +17 | 21  |
| Finlandia  | 10 | 7  | 0 | 3 | 27 | 9  | +18 | 21  |
| Węgry      | 10 | 4  | 0 | 6 | 20 | 25 | -5  | 12  |
| Kazachstan | 10 | 1  | 1 | 8 | 8  | 30 | -22 | 4   |
| Bułgaria   | 10 | 0  | 1 | 9 | 3  | 62 | -59 | 1   |

## Baraże
Po zakończeniu fazy grupowej cztery drużyny z drugich miejsc, legitymujących się najlepszym bilansem punktowym z drużynami z miejsc: pierwszego, trzeciego, czwartego i piątego, awansowały do meczów barażowych. Zwycięzca tej rundy kwalifikacji zajął ostatnie miejsce przypadające dla członków UEFA w mistrzostwach świata.
Losowanie tej fazy odbyło się w 23 września 2014 o godzinie 14:00 czasu lokalnego w szwajcarskim Nyonie. O rozstawieniu decydował międzynarodowy współczynnik UEFA kobiet.

### Półfinały
| Drużyna 1                            | Wynik dwumeczu | Drużyna 2 | Pierwszy mecz | Drugi mecz |
| ------------------------------------ | -------------- | --------- | ------------- | ---------- |
| Szkocja                              | 1:4            | Holandia  | 1:2           | 0:2        |
| Włochy                               | 4:3            | Ukraina   | 2:1           | 2:2        |
| Po lewej gospodarz pierwszego meczu. |                |           |               |            |

### Finał
| Drużyna 1                            | Wynik dwumeczu | Drużyna 2 | Pierwszy mecz | Drugi mecz |
| ------------------------------------ | -------------- | --------- | ------------- | ---------- |
| Holandia                             | 3:2            | Włochy    | 1:1           | 2:1        |
| Po lewej gospodarz pierwszego meczu. |                |           |               |            |